# 페이퍼 타운
《페이퍼 타운》(영어: Paper Towns)은 2015년 미국의 로맨스 미스터리 영화로, 존 그린의 소설 《종이 도시》를 원작으로 한다. 뮤직비디오 감독 제이크 슈라이어가 연출하였고 , 냇 울프, 카라 델러빈이 주인공 남녀로 출연한다.

## 줄거리
플로리다 올랜도에 사는 소년 퀜틴은 옆집에 이사 온 마고라는 소녀를 보고 첫눈에 반한다. 둘은 금세 단짝이 된다. 그러나 수수께끼를 동경하고 짜릿한 모험을 즐기는 마고를 퀜틴은 따라가기 힘들어 했다. 이 때문에 성장하며 둘의 사이는 서먹해지고, 마고는 신비로운 매력을 풍기는 학교의 인기녀로, 퀜틴은 정해진 성공의 길을 걸으려 하는 평범한 범생이로 서로 전혀 다르게 자라난다. 하지만 퀜틴은 늘 특이한 소녀 마고를 좋아하고 있었다.
졸업식을 앞둔 어느 날 밤, 마고가 퀜틴의 방에 들이닥친다. 마고는 자기 남자친구 제이스가 친구와 바람을 피웠고, 또 다른 친구는 그걸 모른 척했다면서 복수하는 것을 도와달라고 한다. 둘은 제이스의 외도 현장을 훼방 놓고, 다른 친구의 눈썹을 밀거나 차를 망가뜨린다. 복수 작전을 마친 뒤 마고는 퀜틴을 자신의 비밀 장소로 데려간다. 올랜도를 한눈에 바라보며, 마고는 여기 사는 모두가 종잇장 같은 삶을 사는 종이 도시라고 말한다. 그러고 나서 둘은 함께 춤춘다. 오랜만의 모험에 자신감을 얻은 퀜틴은 마고와의 관계가 앞으로 달라지지 않을까 하는 기대를 품는다.
그러나 다음날부터 마고는 행방불명된다. 마고네 부모님은 그저 딸이 관심을 끌려고 가출했다고 여긴다. 의문을 품던 퀜틴은 마고의 방 창문에 우디 거스리의 포스터가 붙은 걸 발견하고, 마고가 자기를 찾을 단서를 자신에게 남겼다고 생각한다. 곧 친구인 벤과 레이더를 이끌고 마고의 방을 뒤져 단서를 조합한 끝에, 마고가 외딴 마을의 폐허가 된 기념품점을 가리키고 있음을 알아낸다. 그래서 친구들과 같이 학교를 무단결석하고 그곳을 찾아간다. 그러나 마고는 그곳에 없었다.
며칠 뒤 퀜틴과 친구들은 제이스네 집에서 열리는 파티에 친구들과 놀러 간다. 퀜틴은 화장실에 가려다가, 마고가 복수 대상이었던 레이시가 욕조에 앉아 있는 걸 발견한다(마고는 레이시가 제이스의 외도를 모른 척했다고 했지만, 사실 그것은 마고의 오해였고 레이시는 정말로 모르고 있었다). 레이시는 사람들이 자신의 예쁜 외모만 보고 총명함을 발견해주지 못하는 게 불만이었다. 퀜틴이 레이시를 이해해주고 둘은 친구가 된다. 그 뒤, 퀜틴은 제이스의 방에서 마고가 쓰던 지도를 발견한다. 뭔가를 깨달은 퀜틴은 다시 친구들을 데리고 기념품점으로 간다. 벽에 난 구멍에 지도를 붙이자 퀜틴은 마고가 올랜도를 떠나 뉴욕주의 유령 도시 애글로로 갔다는 걸 알게 된다.
퀜틴은 곧바로 벤과 레이더, 새로 친구가 된 레이시, 그리고 레이더의 여자친구 앤젤라까지 데리고 애글로로 먼 길을 떠난다. 그런데 이틀 뒤 프롬 축제가 열릴 참이어서 일행은 이틀 동안 다녀오는 일정을 짠다. 빠듯한 일정 속에서 퀜틴과 친구들은 교통사고를 내는 등 여러 우여곡절을 겪는다. 그러면서 레이더는 앤젤라에게 숨겨온 마음을 열고, 벤은 레이시와 프롬에 같이 가기로 한다. 마침내 애글로에 도착하지만, 그곳에 있던 오두막에 마고는 없었다. 하지만 마고를 포기하지 않는 퀜틴은 친구들을 돌려 보내고 홀로 마고를 찾는다. 기다림 끝에 결국 돌아가려던 찰나, 퀜틴은 거리를 지나가던 마고와 우연히 재회한다.
마고는 재회를 반기지만, 수수께끼를 남기고 찾아주길 바랐느냐는 퀜틴의 질문에 금시초문의 반응을 보인다. 마고는 그저 가정환경 때문에 가출하여 새로운 삶을 모색하고 있었으며, 단서를 남긴 것은 그저 자기가 안전하다는 메시지였을 뿐 돌아갈 생각은 없다고 답한다. 퀜틴은 자신의 애정을 마고에게 고백하지만, 마고는 사람들이 일방적으로 특별한 아이로 인식했을 뿐 자신은 그저 평범한 10대 소녀라고 답한다. 이후, 퀜틴은 마고와 작별 키스를 한 뒤 올랜도로 돌아와 친구들과 뒤늦은 프롬 축제를 즐긴다. 이윽고 졸업 후, 친구들은 뿔뿔이 흩어지고, 퀜틴은 마고에 대한 여러 소문들을 들으며 자신만의 인생을 살아간다.

## 출연
- 냇 울프/조사이아 세리오(아역) - 퀜틴 제이컵슨
- 카라 델러빈/해나 앨리굿(아역) - 마고 로스 스피걸먼
- 홀스턴 세이지 - 레이시 펨버턴
- 오스틴 에이브럼스 - 벤 스탈링
- 저스티스 스미스 - 마커스 "레이더" 링컨
- 재즈 싱클레어 - 앤젤라
- 카라 부오노 - 코니 제이컵슨
- 그리핀 프리먼 - 제이스 워딩턴
- 케이틀린 카버 - 베카 애링턴
- 멕 크로즈비 - 루시 스피걸먼
- 수전 맥 밀러 - 데비 스피걸먼
- 톰 힐먼 - 조시 스피걸먼
- RJ 시어러 - 척 파슨
- 짐 콜먼 - 오티스 워런 형사
- 레인 러브그로브 - 로버트 조이너
- 앤설 엘고트 - 편의점 직원 메이슨(카메오)
- 존 그린 - 베카의 아버지(카메오)